# Speleoticus hei
Espèce
Speleoticus hei est une espèce d'araignées aranéomorphes de la famille des Nesticidae.

## Distribution
Cette espèce est endémique du Sichuan en Chine,. Elle se rencontre à Guangyuan dans la grotte Hanwang Dong.

## Description
Le mâle holotype mesure 3,15 mm et la femelle paratype 3,29 mm.

## Systématique et taxinomie
Cette espèce a été décrite par Yu et Lin en 2023.

## Étymologie
Cette espèce est nommée en l'honneur de Li He.

## Publication originale
- Yang, He, Yu & Lin, 2023 : « A new cave-dwelling spider of the genus Speleoticus (Araneae, Nesticidae) from Sichuan, China. » Biodiversity Data Journal, vol. 11, no e107751, p. 1-9 (texte intégral).